# Campionati asiatici di badminton 2009
I Campionati asiatici di badminton 2009 si sono svolti a Suwon, in Corea del Sud. È stata la 28ª edizione del torneo, organizzato dalla Badminton Asia.

## Podi
| Evento              | Oro                         | Argento                     | Bronzo                        |
| Singolare maschile  | Bao Chunlai                 | Chen Long                   | Du Pengyu                     |
| Singolare maschile  | Bao Chunlai                 | Chen Long                   | Sho Sasaki                    |
| Singolare femminile | lZhu Lin                    | Xie Xingfang                | Wang Lin                      |
| Singolare femminile | lZhu Lin                    | Xie Xingfang                | Wang Yihan                    |
| Doppio maschile     | Markis Kido Hendra Setiawan | Ko Sung-hyun Yoo Yeon-seong | Chai Biao Liu Xiaolong        |
| Doppio maschile     | Markis Kido Hendra Setiawan | Ko Sung-hyun Yoo Yeon-seong | Han Sang-hoon Hwang Ji-man    |
| Doppio femminile    | Ma Jin Wang Xiaoli          | Lee Hyo-jung Lee Kyung-won  | Cheng Wen-Hsing Chien Yu-chin |
| Doppio femminile    | Ma Jin Wang Xiaoli          | Lee Hyo-jung Lee Kyung-won  | Yang Wei Zhang Jiewen         |
| Doppio misto        | Lee Yong-dae Lee Hyo-jung   | Yoo Yeon-seong Kim Min-jung | Tao Jiaming Ma Jin            |
| Doppio misto        | Lee Yong-dae Lee Hyo-jung   | Yoo Yeon-seong Kim Min-jung | Noriyasu Hirata Miyuki Maeda  |